# Slow (Hurts)
Slow è un singolo del gruppo musicale britannico Hurts, pubblicato l'11 settembre 2015 come quarto estratto dal terzo album in studio Surrender.

## Descrizione
Il brano presenta sonorità prevalentemente pop, con un cantato soft di Theo Hutchcraft nelle strofe e più sostenuto nel ritornello, con un intermezzo in falsetto.

## Tracce
1. Slow – 3:29